# Archidendron hispidum
Archidendron hispidum là một loài thực vật có hoa trong họ Đậu. Loài này được (Mohlenbr.) Verdc. miêu tả khoa học đầu tiên.